# 嫌われ松子の一生 (テレビドラマ)
『嫌われ松子の一生』（きらわれまつこのいっしょう）は、山田宗樹の小説『嫌われ松子の一生』を原作としたテレビドラマ。映画版同様、英語タイトルはTHE MEMORY OF MATSUKO。

## 概要
2006年10月12日から12月21日まで木曜22時から22時54分（JST）にTBSで放送された。主演は内山理名で、『大奥〜華の乱〜』以来1年ぶりの連続ドラマ出演。23歳から生涯を終える56歳までを演じた。また、『大奥～華の乱』に同じく出演していた小池栄子、北村一輝が共演。映画版で佐伯俊二を演じた谷原章介が異なる役柄で出演した。
ハイビジョン、字幕データ放送。全11回。初回は10分拡大し、23:04までの放送。世界バレー選手権中継の放送時間延長に伴い、第5章は15分、第6章は10分繰り下げての開始となった。
テレビドラマ版では、舞台が2006年夏に変更され、松子の生涯を追いかける笙と明日香の設定が入れ替わり、明日香が松子の姪になっている。このため、松子に対する心の変化が原作とも映画とも異なる。ラストはドラマオリジナルの展開となっていた。一方で映画で描かれなかった話（松子が校長にみだらな行為をされ後に洋一が校長を射殺すること、綾乃の死、洋一がシャブの密売を働きながら麻薬Gメンの飼い犬になる）が織り込まれている。
また、物語は大川市・福岡市・別府市などの九州地方の都市を舞台に展開されるが実際のロケ撮影は栃木県や長野県内などで行われた。

## 出演者
基本的な物語の流れ、人物設定は「嫌われ松子の一生#登場人物」を参照。ここでは原作と設定の異なる点を中心に紹介していく。
年齢は公式サイトより抜粋しているが、現在は情報が削除されている。
川尻松子
演 - 内山理名（23歳 - 56歳、第1章 - 終章） / 村崎真彩（10歳、第1章）
1950年生まれ。幼い頃からピアノに親しんでいて、10歳のときにピアノ発表会で演奏を披露。その後も事あるごとにピアノ（パイプオルガン）を演奏していた。1973年、修学旅行中に現金盗難事件が発生し、冤罪を着せられ中学教師の座を追われる。失踪してからも父親のことを気にかけており、八女川に父親の話をしていた。また、父の死を告げられたときには号泣し、沢村めぐみに、父の死に目に会えなかったことを後悔していると話していた。殺人の罪で8年間服役したあとは、過去を清算するため美容室「あかね」で働くが、教え子であった龍洋一との再会を果たし、洋一の告白に心を許し同棲をはじめる。覚せい剤中毒になった洋一からの虐待にも「彼には私しかいない」と考え、耐え抜いた。1990年、40歳のときに洋一の子供を妊娠するが、歩道橋の階段から転落し流産してしまう。失意の中荒川のアパートに引越し、日の出教会のシスターの勧めで、家庭学校で働く。子供の面倒をよく見ていたため子供やシスターからの評判はよかったが、53歳のころから覚せい剤の後遺症による精神症状と教会の火災で家庭学校と縁遠くなったことで自宅に引きこもるようになる。「嫌われ松子」と呼ばれるようになったのはこの頃のこと。2006年夏、預金を入れるために銀行に行く途中、強盗に入っていた外国の窃盗団に襲われ暴行を受ける。内臓破裂による激しい腹痛に耐えつつ自力でアパートまで戻るがこの傷が致命傷となり、「一晩寝れば治る」と信じて床についた後眠るように息を引き取る。最期は自分の人生を「かけがえのない人たちの愛に包まれていた」と振り返り、不幸だとは考えていなかった。

龍洋一
演 - 要潤（16歳 - 48歳、第1章 - 終章） / 本郷奏多（15歳、第1章・第2章）
帽子に髭をたくわえた出で立ち。松子同様、荒川を見ては故郷・筑後川を思い出し泣いている。担任教師であった松子に恋愛感情を抱いていたが素直に言うことができず、現金盗難事件時、家にきて自首を促す松子に「あんたは偽善者だ」と叫ぶ。松子が「白夜」を辞め、店からでてくるところを目撃しソープ嬢になっていることを知っていた。暴力団に入れば松子に会えると思い、極道の道を歩む。松子との再会後は、松子の人生を狂わせたことと、愛していたことを伝える。覚せい剤中毒のために松子に暴力を振るってしまい、愛している相手を殺してしまうことへの恐怖から暴力団を抜ける決意をするが、組織の仲間から暴行を受け、このときに足をつぶされる。隙をついて逃げ出すことに成功し、生き延びるために松子とともに警察へ自ら通報し逮捕される。覚醒剤取締法違反で6年間の服役。しかし自分には松子を愛する資格がないと感じ、出所1ヵ月後、松子と別れるために田所を射殺、再び16年間の服役に入る。覚せい剤の後遺症に苦しみながらも刑務所での教誨で牧師の言葉を聞き、松子を愛し続けることを決めるが、出所を目前にした時期になって松子は非業の死を遂げる。その後警察から渡された松子の遺品の中に自分へのプレゼントとして送っていた時計、さらには預金通帳が見つかり、自分を救ったのは神ではなく、松子であったことを悟った。

沢村めぐみ
演 - 小池栄子（22歳 - 52歳、第2章 - 終章）
芸能プロ「沢村企画」社長。ウィッグに色つき眼鏡という出で立ち。伝説のAV女優として名を馳せ、この業界で知らない者はいない。幼いころから養父に性的暴行を加えられ、家を飛び出していた。20歳のときに母親が病気になり一旦は家に戻るが、母親の死後、養父の暴力がエスカレートし、耐えかねて傷害事件を起こす。刑務所では男役（タチ）として人気があり、松子とも気が会う仲だった。出所後は結婚し、芸能事務所を経営するが、経営はうまくいかず、悲壮な決意で自らがAV女優となる決意をする。松子からは「めぐみの言った希望って身体を売って稼ぐってこと?」と批判されたが、結果「日本最初のAV女優」ともてはやされるようになり、このことで夫とも離婚する。松子が荒川のアパートに引っ越す前までは事あるごとに会っている。松子の死の当日、病院で20年ぶりに再会し、名刺を渡す。最後まで松子のことを信じ、力になろうとしていた。松子の人生を狂わせた龍洋一のことは絶対に許さないと話している。

川尻明日香
演 - 鈴木えみ（20歳、第1章 - 終章）
松子の姪。松子の存在を知らず、戸惑いながらもアパートの掃除をする。女性の視点から松子の人生に共感をもつ。物語最後で渡辺笙の子供を妊娠していることが発覚、この子供が松子の生まれ変わりと信じて、幸せに育てる決意をした。

渡辺笙
演 - 小柳友（20歳、第1章 - 終章）
川尻明日香の恋人。ロングヘアー。明日香には振り回されている。松子の人間性に共感を持てなかったが、明日香の妊娠をめぐみから聞かされ、髪をばっさりと切り、明日香とその子供を守ることを松子の墓前で誓った。

汐見彬
演 - 羽賀研二（48歳、第1章 - 終章）
北千住署刑事。松子殺しの犯人を追いかけている。冷静かつ鋭い洞察力を持つ。原作よりは多く登場する。

後藤浩平
演 - 浜田学（29歳、第1章 - 終章）
北千住署刑事。ごく普通の刑事だが、気が短く、すぐに喧嘩腰になる。

大倉脩二
演 - なすび（30歳、第1章・第2章・第7章）
自称フリーターでアーティスト。

島崎聡
演 - 蕨野睦弘（22歳、第2章・第3章・第6章・終章）
沢村めぐみの運転手を務めている。めぐみが伝説のAV女優だったことを川尻明日香と渡辺笙に紹介している。

川尻恒造
演 - 塩見三省（50歳、第1章 - 第3章・終章）

川尻チヨ
演 - 根岸季衣（44歳、第1章・第2章・終章）
松子の母。原作での名前は「多恵」。現在も大野島に健在。

川尻紀夫
演 - 尾上松也（21歳、第1章・第2章・終章）
松子の弟であり、川尻明日香の父親。明日香には松子の存在を一切教えていなかった。松子が出て行った後父の死、久美の精神異変にあい、自らも工場での居場所がなくなる。

川尻久美
演 - 渡辺夏菜（18歳、第1章 - 第3章・終章） / 岩本千波（5歳、第1章）
松子の妹。幼い頃から病弱で、松子のピアノ発表会を鑑賞中に倒れる。川尻明日香が幼少のときに亡くなっている。

川尻悦子
演 - 矢沢心（23歳、第3章）
紀夫の妻。松子が大野島に戻ってきたときに出会っている。松子が稼いだお金を受け取らず、自らの手で紀夫に渡すよう提言している。原作では名前を名乗っておらず、現在も大野島に健在。年齢は49歳。

田所文夫
演 - 佐藤B作（55歳 - 67歳、第1章・第2章・第9章）
大川第二中学校長。現金盗難事件で松子を学校から追い出す。その後で校長を辞め県議会議員になる。少年院の視察に来た際には、洋一を馬鹿にした目で見ていた。会食を終え、飲食店から出たところを待ち伏せていた洋一に射殺される。

杉下滋男
演 - 笹野高史（50歳、第1章・第2章）
大川第二中学教頭。田所と共謀して松子を陥れる。

佐伯俊二
演 - 高杉瑞穂（25歳、1章）

藤堂操
演 - 宮地雅子（40歳、第1章）

井出次郎
演 - 温水洋一（45歳、第1章）
修学旅行を受け持った旅行会社の人物。田所と結託し、下見のときに部屋を1つしか手配させず、松子と田所を同室で泊めるように仕向けた。原作での旅行会社名は太陽トラベル。

丸山英次
演 - 新井康弘（51歳、第1章）
修学旅行での宿泊先旅館の番頭。

八女川徹也
演 - 萩原聖人（27歳、第2章）
文学に専念したものの文章が書けずに悩んでいた。松子がソープランドで働こうとしていたことに気づき、「白夜」まで行って引き止めようとするも会うことができず、絶望のあまり列車に飛び込み自殺した。

岡野健夫
演 - 谷原章介（27歳、第2章・第3章）
八女川の死後、松子の支えとなり、アパートやバイトを手配する。松子を旅行に誘い、八女川の墓前で松子を守ることを宣言したが…。なお、原作では八女川への嫉妬から八女川を愛した松子を自分の物にしようとしていたが、ドラマではこの行動などから松子を本気で愛していた節が見られる。

岡野芳江
演 - 尾上紫（24歳、第3章）
岡野の妻。松子のアパートにまで来て、手切れ金を用意し、岡野と別れるよう言い渡す。

綾乃（斉藤スミ子）
演 - 鈴木蘭々（28歳、第2章 - 第4章）
原作とは異なり、引抜ではなく、最初から「白夜」で働いている。赤木曰く、面接のときはテストで最後まで脱げずに泣いていたとのこと。浅野と別れるよう言われていたが、店を辞めた後地元の諏訪で一緒に暮らす。しかし…。

浅野輝彦
演 - 坂本爽（24歳、第4章）

吉冨一義
演 - 崎山凛（46歳、第4章・第5章）
赤木よりも年上の中年マネージャー。中肉中背で強面。

レイコ
演 - 瀬戸早妃（20歳、第4章・第5章）
店に入ったばかりだが、新人の教育係に指名される。その後経営方針を変えた吉冨の元、稼ぎ頭になる。

小野寺保
演 - 吹越満（34歳、第4章）
幼い頃に親に捨てられ、「自分に故郷はない」と考えていた。前マネージャー・赤木には世話になったらしく、様変わりした店を残念がっていた。

島津賢治
演 -  杉本哲太（44歳、第5章・第7章）
殺人犯である松子が警察に逮捕される際、いつまでも待っていることを告げた。松子の公判には一度も傍聴に訪れなかったが、待っていることを手紙にしたためて刑務所に送っている。しかし、見かねた常連客からお見合いを薦められ、そこで出会った女性と結婚する。

海老沢真
演 -  武野功雄（43歳、第5章）
滋賀県警捜査一課の刑事で、指名手配された松子を博多から北海道まで捜索する。実質ドラマのみのオリジナル人物。松子を逮捕する際の台詞は原作では婦人警官が話したもの。

牧野みどり
演 - ふせえり（39歳、第6章）
覚せい剤使用の罪で服役。家族から縁を切られている。

遠藤和子
演 - 山田スミ子（49歳、第6章）
新入りの松子に対し、中学教師であったこと、ソープ嬢になったことをネタに牧野みどりと結託していじめを繰り返す。

真行寺るり子
演 - 有坂来瞳（29歳、第6章）
夫からの家庭内暴力に悩み、3歳の息子を手にかけ、自らも自殺を図ったが死にきれず逮捕された。独居房で首を吊って自殺を遂げる。

瀬川陽子
演 - 片桐はいり（35歳、第6章・第7章）
松子に対して、元中学教師であることを隠すように忠告する。一方で、「進級すれば、外の世界に手紙を出せる回数が増える」とも言った。

内田あかね
演 - 秋野暢子（51歳、第7章・第8章)
美容室「あかね」オーナー。原作と異なり、若いころに懲役を食らったことがある。そのため、地獄から這い上がる人間を信頼している、と松子に語った。なお、ドラマでは、明日香と笙は沢村めぐみの話を聞いた後で直接龍洋一に会いに行っているため、現在シーンでは登場しない。

市川琴美
演 - 原田夏希（24歳、第7章）

本田リエ
演 - 加藤美佳（23歳、第7章）
ともにドラマオリジナル人物。めぐみと話が弾んでいることを不審に思い、履歴書をこっそり覗き見て松子が前科持ち（殺人犯）であることを知る。松子にカットモデルをさせ、動けないことをいいことに悪口をたたき、あかねに「一緒に働けない」と告げて店を辞める。

吉沢竜二
演 - 美木良介（41歳、第8章・第9章）
洋一が属していた暴力団・吉沢組の組長。裏で覚せい剤の密売ルートを持っている。裏切った仲間を殺すことを厭わない。原作とは異なり、松子の存在を把握しており、洋一の目の前でなぶり殺そうとしていた。

永田仁美
演 - 吉野公佳（35歳、第7章・第8章）
暴力団組長の愛人。「あかね」の常連で、洋一は荷物運びとボディーガードを担当していた。

大谷春樹
演 - 吉永雄紀（24歳、第7章・第8章）
龍洋一の舎弟。ドラマオリジナル人物。組の金を持ち出していることが洋一にばれたが、「密告したらスパイであることをばらす」と脅しをかける。もみ合った挙げ句、ドスで洋一の右脚を刺す。

徳山拓也(23歳)
演 - 新妻大蔵

池谷実
演 - 神保悟志（38歳、第7章）
厚生省の麻薬取締役官。広範囲の密売ルートそのものを壊滅させるため、長期のシナリオを描いていた。覚せい剤密売の現場を取り押さえ、洋一にスパイになるよう指示する。その後、洋一が密売をやめると言ってきたことに対し、「スパイであることを組織にばらす」と脅迫する。

田所志津子
演 - 橘実里（21歳、第10章）
田所文夫の孫娘。親代わりに面倒をみてくれた祖父がなぜ殺害されなければならなかったのかがわからず、犯人の洋一に問う。はじめは祖父が松子に卑劣な行為をしたことを信じられなかったが、その後、牧師に教えをいただき、洋一を許すと告げた。

楠木亜也子
演 - りりィ（61歳、第10章・終章）
日ノ出教会のシスターとして現在も働いている。ドラマオリジナル人物。松子が子供の面倒をよく見ていることから、教会の家庭学校で働くよう勧める。学校はその後火災で焼失するが、落胆する松子に「いつでも戻ってきて」とやさしく話していた。

赤木研一郎
演 - 北村一輝（36歳 - 49歳、第2章 - 第5章・第10章・終章）
「白夜」元マネージャー。綾乃からは「研ちゃん」と呼ばれていた。ソープランドが究極のサービス業である一方、松子には勧められない職業と考えていた。「白夜」に面接にくる人間は人生の行き場をなくしているとも思っており、松子に金の使い方、人生の出口を見つけるように忠告していた。マネージャーを辞めた後は北海道の八雲で漁師として働いており、綾乃の墓参りにきた松子と再会する。密かに松子を想っており、傷ついた松子を守ろうと思いを打ち明けるが、一人強く生きていこうとする松子に拒まれ、別れ別れになる。13年後、小倉で牧師をしていることが判明。小倉刑務所の教誨で龍洋一に、洋一本人が愛している女性（松子）の帰る場所になるべきだと諭した。

## 原作とドラマの違い
基本的に原作に忠実に作られているが、大きな違いもある。
- 大きな違い
  - 松子がピアノを演奏するシーン、妊娠・流産、および10章から終章にかけてのエピソード（シスターの下家庭学校で働く）はドラマオリジナルのものになっている。
  - 「トルコ風呂」というフレーズは全て「ソープランド」に置き換えられている[1][2]。松子らのソープ嬢としての仕事も清掃などのシーン以外は映像化されていない。
  - トルコ嬢として働く決意をした松子に対する八女川徹也の反応が逆。原作では生活費を得るために、松子にトルコ風呂で働かせようとし、面接に失敗した松子を張り倒していたが、ドラマではこのことに気付いていない。事実を知った後、「白夜」に乗り込み、「ここで働くような人間じゃない」と松子を連れ出そうとしていた（ここで松子に会えなかったことが自殺の一因とも受け取れる）。
  - 物語の終盤、龍洋一は刑務所での宗教教育（教誨）を受け、牧師の言葉から、田所の孫娘が自らを許すと言ったことの真意と、松子が暴力に耐えて自分を愛し続けた理由を悟り、クリスチャンとして更生する、という件があるが、ドラマではこの牧師が「白夜」の元マネージャー・赤木であったという強引な展開になっている。これは赤木役の北村一輝が好評だったため、一度はクランクアップしたものの、その後牧師役に急遽決まったためである。よって北村はこのドラマで、二回クランクアップを経験している。
  - 松子が引きこもる経緯。原作では洋一に去られた後、住む場所を失い、弟からも見放されたことで人間不信になったためであるが、ドラマでは覚せい剤中毒の後遺症による精神疾患と家庭学校の火災で職場を失ったためと変わっている。
  - 松子を殺害した犯人。公園で名刺を探している途中で襲われるという原作・映画に対し、ドラマでは、この場面で登場する若者たちが松子が教会の家庭学校で勤めていたころの教え子で、一緒になって名刺を探している。このため、名刺探しと松子の死に因果関係がない（ドラマでの犯人は外国人の窃盗グループ）。
  - 教育者としての松子の設定。中学教師となった理由は、原作では専ら父の要求とされるが、ドラマでは明日香が「自ら望んだ道」である可能性を示唆している。また教師辞職の未練も龍洋一に対して語っている。晩年の教会学校の仕事の設定もあり、松子のライフワークが教育者であるかのような印象を持たせている。その他、中学教師時代において、松子が多くの生徒に思慕されていたことが、随所で強調される。
  - 松子の太宰治等の日本近代文学への関心と予備知識。原作では近代文学については専ら中学教師になるために学んだ程度と語られるが、ドラマでは自宅で文学書に親しんでいた（若いころは作家も志したという）父の影響で、松子自身が文学に関心を持ったと語っている（第2章）。
- 細かな違い
  - 第1章
    - 原作では、紀夫がアパートまで来て松子の部屋を片付けるよう依頼している（このとき持っていた骨壷の音が物語の鍵を握る）が、ドラマでは電話のみ。
    - 修学旅行先で龍洋一たちが旅館の部屋でしていた行為は原作の「成人雑誌の回し読み」ではなく、「枕投げ」になっている。
    - 松子が教師辞職を校長から言い渡される場面で、原作では告げ口をした龍洋一も同席しているが、ドラマでは田所と杉下のみ。
    - 原作では松子が家を出るときは歩きではなく、ミニサイクルを使っていた。また、道中で父・恒造や龍洋一には会っていない。

  - 第2章
    - 八女川と同棲中紀夫からお金を借りるために待ち合わせをする場所が原作ではデパートの屋上だったが、川原になっていた。また、手切れ金として紀夫が渡した金額は原作では5万円だったが、ドラマでは10万になっている。
    - 「白夜」で、松子が最初に面接を受けたとき、綾乃はその場に居合わせていない。綾乃との初対面は、2度目に面接を受けに行ったとき。第2章の綾乃の台詞は、原作では赤木が語ったもの。
    - 原作では父の死を告げられたとき、松子は泣いていない（正確には泣くことができなかった）。また、八女川の自殺を知ったときも泣いていない（気を失っている。泣いていた人物は付き添っていた岡野である）。

  - 第3章
    - 原作ではソープ嬢になり、雄琴に向かう前に大野島を訪れているが、ドラマではスーパーのレジの仕事をしているときに戻っている。
    - 岡野の妻は、原作では電話で松子に岡野との関係を切るよう言うが、ドラマではアパートに上がりこむ。

  - 第4章
    - 綾乃の出身地。原作では仙台であるが、ドラマでは信州の諏訪になっている。また、浅野輝彦と付き合いだした時期は、原作では店をやめた後で、赤木をはじめ誰も知らなかったが、ドラマではソープ嬢のときから付き合っており、周りにも明言していた。
    - 小野寺は金を全額使っている。

  - 第5章
    - 島津の出身地（原作では長崎であるが、ドラマでは佐賀）
    - 自殺しようとした松子に声をかけたのは原作では夕方～夜であるが、ドラマでは日中になっている。
    - 原作では島津との同棲生活中、覚せい剤の禁断症状は出ていない（これは刑務所での会話で明らかになっている）。

  - 第6章
    - AV女優として活動していためぐみの芸名が本名（沢村めぐみ）。また、服役時の苗字が「沢村」になっている。
    - 原作で松子が脱走を企てたのは、仮釈放の身元引受人を島津賢治が拒否したとき。

  - 第7章
    - 原作で釈放時の身元引受人の話を切り出すのは清水分類課課長であるが、ドラマでは瀬川保安課課長。
    - 松子が、AV女優としての活動を決意しためぐみのヘアメイク担当を拒否している（原作では躊躇することなくヘアメイクを担当、めぐみの髪型をベリーショートにする。以降、この髪型がAV女優・水沢葵のトレードマークになる）。

  - 第8章
    - めぐみがAV女優になったことで夫と離婚する（原作では死別）。
    - めぐみと洋一が会うのは、原作では虐待を受けて美容室を休みがちになった松子を見舞いにいったときであるが、ドラマではその前に出会っている。

  - 第9章
    - 洋一のスパイルートが完成しない。
    - 田所を射殺しに行く際、洋一は一度アパートに戻っている（原作ではアパートに戻ることを拒否。松子から離れそのまま射殺しに行く）。また、田所を射殺した場所が飲食店の前になっている。
    - 田所からのレイプ未遂事件を語ったのが、逃走先のホテルの中になっている。
    - 覚せい剤使用の罪での懲役が松子2年、洋一6年に変わった。
    - 荒らされたアパートを最初に発見したのが、あかねではなく、めぐみに変わっている。
    - 出所後の松子の職が、ラーメン店のバイトになっている。

  - 第10章
    - 幼児誘拐の容疑がかけられるエピソードと、大野島に戻る順が逆。また、幼児誘拐の件は荒川に越す前の出来事。
    - 洋一が松子にしたためた手紙の内容（『愛されることに慣れていなかった』その他）は、原作では笙に語った台詞。
    - 田所の孫娘は原作では一度も洋一を問い詰めることなく、「あなたを許す、あなたのために祈る」と語っている。

  - 最終章
    - めぐみに子供がいない。
    - 松子殺しの犯人を知らせたのが汐見刑事（原作では後藤刑事）。
    - 松子は、暴行を受け死ぬ前（帰宅後）に社会復帰を誓う。また、親兄弟やその他これまで関わった人々に感謝する[3]。

## 放映リスト
| 各話                                           | 放送日         | サブタイトル                              | 演出     | 視聴率 | 備考         |
| ---------------------------------------------- | -------------- | ----------------------------------------- | -------- | ------ | ------------ |
| 第1章                                          | 2006年10月12日 | 不器用だけど愛した…中学教師の転落人生劇場 | 酒井聖博 | 8.8%   | 10分拡大     |
| 第2章                                          | 2006年10月19日 | 恋人の自殺                                | 酒井聖博 | 10.1%  |              |
| 第3章                                          | 2006年10月26日 | 究極の転職!                               | 堀英樹   | 8.5%   |              |
| 第4章                                          | 2006年11月2日  | 私が殺人犯になった理由                    | 山本剛義 | 8.5%   |              |
| 第5章                                          | 2006年11月9日  | 愛を乞う逃亡者                            | 酒井聖博 | 8.4%   | 15分繰り下げ |
| 第6章                                          | 2006年11月16日 | 女子刑務所雑居房                          | 堀英樹   | 8.3%   | 10分繰り下げ |
| 第7章                                          | 2006年11月23日 | 消せない過去                              | 山本剛義 | 8.4%   |              |
| 第8章                                          | 2006年11月30日 | ヤクザとの同棲                            | 酒井聖博 | 7.8%   |              |
| 第9章                                          | 2006年12月7日  | 始まりに戻るための殺人                    | 堀英樹   | 7.2%   |              |
| 第10章                                         | 2006年12月14日 | すべて炎の中に…                           | 山本剛義 | 5.9%   |              |
| 終章                                           | 2006年12月21日 | 天上のしあわせ                            | 酒井聖博 | 8.2%   |              |
| 平均視聴率8.2%（ビデオリサーチ調べ・関東地区） |                |                                           |          |        |              |

## 社会の反響・評価
- 主人公の職歴、主人公へのセクハラ、教え子の一人（成人後）による主人公への暴力や当時の校長の殺害などの性・暴力表現を含むにも関わらず、本放送時には、PTAや一般視聴者などから、あまり非難を受けなかった。同クールに放送され中学生の性の問題を扱った『14才の母』や、女性教師に汚れ役や性の対象などの負の設定を行ったこれまでのドラマ・アニメ（『まいっちんぐマチコ先生』・『魔女の条件』・『女王の教室』などが好例）の多くが、青少年への悪影響の懸念など、非難を含む社会の大きな反響を受けたが、全く対照的であった。本作品の視聴率が低空飛行で終わったため、それほど内容自体が話題に上ることがなかったことも影響していると考えられる。
- また、主人公へのセクハラなど、本作品での設定が実際の教育現場とは異なるという批判も、特に見られなかった。これも、NHKの連続テレビ小説『さくら』などで、（本作品よりははるかにマイルドであるに関わらず）女性教師への不当な待遇などの設定が、教育現場から非難された例が存在する。

## 映画版との差別化
- 映画版の製作・出資がドラマと同じTBSであったことや、映画のヒットを受け、何かと比較されることがあったが、ドラマでは原作のエピソードに忠実な一方、後半ではオリジナル・ストーリーを織り込んでいて、脚色の多い映画版との差別化を図っている。なお、主人公・松子を演じていた内山理名は、松子役のオファーを受ける前に映画版を鑑賞し、感銘をうけたと語っている（TV雑誌インタビューより）。また、沢村めぐみ役の小池栄子も、原作より先に映画を見てこの作品を知ったという（ドラマHPでのインタビューより）。
- 主人公の設定のいくつかは『3年B組金八先生』の主人公「坂本金八」とも共通しているが、通常その影響作品とはみなされていない。なお、『3年B組金八先生』が薬物問題をはじめて扱ったのは2004年から2005年の第7シリーズであるが、本作品の原作小説は2003年に発表されているため、ドラマはともかく原作の薬物問題提起は『3年B組金八先生』の影響ではない。

## 音楽
- メインテーマ：「イン・ザ・ムード(IN THE MOOD)」 BACCHUS feat.La Gauno
毎回エンドロールで流れるほか、第1章、第3章、第4章、第6章では劇中でも使用。また、エンドロールでの映写機で映されるフィルムは毎回異なり、その回のオフショットシーンが使用された。
- サウンドトラック：『嫌われ松子の一生 オリジナル・サウンドトラック』

## 主なロケ地
- 真岡鐵道 - 第1章、修学旅行に行く列車の場面で登場する。
- 信濃境駅 - 第5章、綾乃の墓参りの場面で登場する。本作品のプロデューサー・貴島誠一郎が手がけたドラマ『青い鳥』でも使われていた。
- その他、劇中で筑後川と称していた川は、実際は江戸川である。

## スタッフ
- プロデューサー：貴島誠一郎
- 脚本：成瀬活雄
- 音楽：長谷部徹
- 製作：ドリマックス・テレビジョン、TBS